# Veikko Lommi
Veikko Kristian Lommi  (ur. 7 listopada 1917 w Vehkalahti, zm. 20 czerwca 1989 w Kotce) – fiński wioślarz, brązowy medalista olimpijski.
Wystąpił na igrzyskach olimpijskich w Londynie w 1948 roku, odpadając w ćwierćfinałach czwórek bez sternika. Na rozgrywanych cztery lata później igrzyskach olimpijskich w Helsinkach Finowie w składzie: Veikko Lommi, Kauko Wahlsten, Oiva Lommi (jego kuzyn) i Lauri Nevalainen zdobyli brązowy medal w tej samej konkurencji. W finale o 7,3 sekundy przegrali z osadą Jugosławii, a o 4,4 sekundy wyprzedzili ich Francuzi. 